# English Mistery

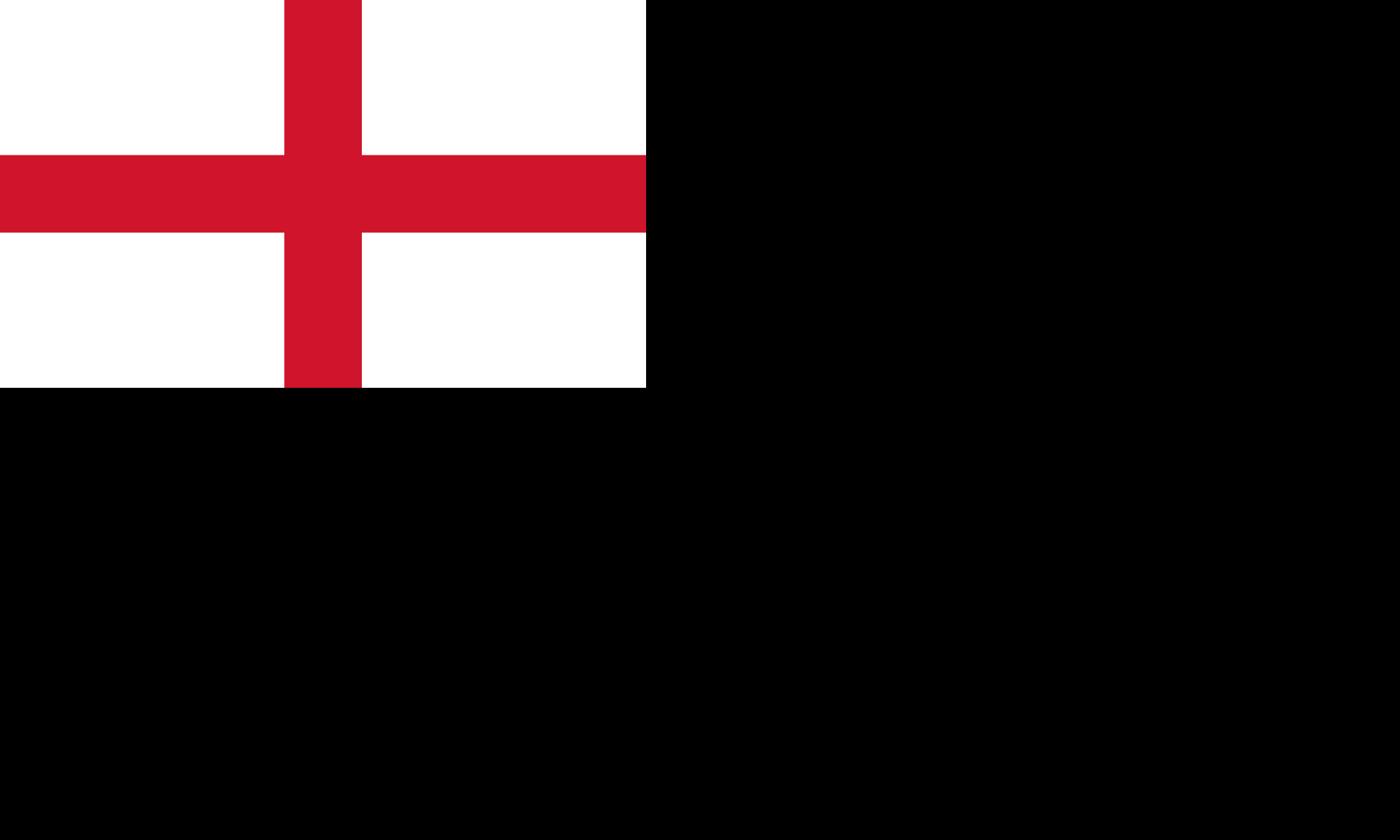
Flaga ugrupowania

English Mistery – polityczne i ezoteryczne ugrupowanie działające w latach 30. XX wieku w Wielkiej Brytanii. Charakteryzowało się skrajnie konserwatywnymi poglądami, postulujące przywrócenie systemu feudalnego, poglądy ugrupowania opisuje się jako reakcyjonistyczne, skrajnie monarchistyczne i antydemokratyczne.

## Ideologia
English Mistery zostało założone przez wolnomularza Williama Sandersona w 1930 roku, jako forum dyskusji o sprawach i problemach: polityki, ekonomii, religii, eugeniki, kobiet, Żydów, itd. Ruch miał charakter elitarny, i przyciągał posiadaczy ziemskich, polityków (jak np. Reginald Dorman-Smith, minister rolnictwa w latach 1939–1940), członków arystokracji i intelektualistów. Członkowie „English Mistery” marzyli o Anglii ze ściśle hierarchicznym społeczeństwem (pragnęli przywrócić kierownictwo nad krajem angielskiej arystokracji), w którym rasowo czyści Anglicy prowadzeni byliby przez monarchę wspieranego przez małą silną arystokratyczną elitę. Słowo „mistery“ według Sandersona oznaczać miało po prostu „służbę“: Anglicy mieli służyć i być podporządkowanymi.

## Członkowie
Wśród członków English Mistery można wyróżnić brytyjskiego filozofa Anthony’ego Ludoviciego, jednego z najbardziej płodnych pisarzy ruchu, który pomógł uformować jego ideologię, oraz dziennikarza Collina Brooksa.